# Tiếng Kutch
Tiếng Kutch (/ˈkʌtʃi/, કચ્છી, 𑊺𑋀𑋪𑋁𑋢, ڪڇيی; cũng viết là Kutchhi, Kachchi, Kachchhi, Kachhi hoặc Cutchi) là một ngôn ngữ Ấn-Arya nói ở Kutch, Ấn Độ và cũng ở vùng Sindh, Pakistan.

## Ảnh hưởng từ các ngôn ngữ khác
Tiếng Kutch được coi là một phương ngữ của tiếng Sindh, vì chúng có thể thông hiểu lẫn nhau. Theo thời gian, nó đã mượn từ vựng từ tiếng Gujarat. Hầu hết người Kutch sống ở Ấn Độ nói song ngữ hoặc tam ngữ, do tiếp xúc với các ngôn ngữ có liên quan chặt chẽ lân cận như tiếng Gujarat. Nhiều người Pakistan cũng biết song ngữ hoặc tam ngữ; nhiều cư dân của thành phố Karachi nói tiếng Kutch. Nó là một ngôn ngữ độc đáo, đặc biệt là trong cách nói và có nhiều từ thông dụng từ phương ngữ Marwar (của tiếng Rajasthan).
Trong thời thuộc Anh, nhiều thành viên của cộng đồng Kutch đã rời Ấn Độ/Pakistan và định cư ở các khu vực thuộc Đông Phi như Kenya, Uganda, Zaire/Congo, Tanzania và thậm chí ở phía nam như Nam Phi. Điểm hạ cánh nhập cảnh vào châu Phi là ở Zanzibar, một điểm giao dịch hàng hóa giữa Ấn Độ và Đông Phi vào cuối thế kỷ 19.
Có những giọng khác nhau tùy theo khu vực cũng như các biến thể trong ngữ pháp. Như trong nhiều ngôn ngữ được nói dọc theo các tuyến thương mại châu Á, có rất nhiều từ mượn từ tiếng Ba Tư và tiếng Ả Rập như "duniya" (thế giới) và "Nasib" (số phận), được người Kutch sử dụng thường xuyên. Nhiều người nói tiếng Kutch cũng nói tiếng Gujarat như một ngôn ngữ riêng biệt vì người nói tiếng Kutch thường dùng chữ viết của ngôn ngữ để viết. Giọng Gujarat và cách sử dụng của người nói tiếng Kutch có xu hướng hướng tới các dạng thức tiêu chuẩn mà bất kỳ người nói tiếng Gujarat nào cũng có thể hiểu được.

## Hệ thống chữ viết
Tiếng Kutch thường được viết bằng một phiên bản sửa đổi của chữ Gujarat. Nhiều sách và tạp chí được xuất bản bằng tiếng Kutch sử dụng chữ viết này, bao gồm cả Vadhod ("Điều tra"). Tiếng Kutch cũng được một số người viết bằng chữ Devanagari. Trong thời gian trước, nó được viết bằng chữ Khojki, hiện đã biến mất. Tiến sĩ Rajul Shah, một chuyên gia Ayurveda, nhà tâm lý học và một bút tướng pháp đã tạo ra một loại chữ để sử dụng cho ngôn ngữ này.